# Rhizophydium elyense
Rhizophydium elyense är en svampart som beskrevs av Sparrow 1957. Rhizophydium elyense ingår i släktet Rhizophydium och familjen Rhizophydiaceae.   Inga underarter finns listade i Catalogue of Life.